# USS LST-687
O USS LST-687 foi um navio de guerra norte-americano da classe LST que operou durante a Segunda Guerra Mundial.